# Oswald von Eyczing
Oswald von Eyczing (* um 1400; † 1476), seit 1437 Freiherr von Eyczing, war ein Angehöriger des österreichischen und bairischen Adels im Herzogtum Österreich (ob und unter der Enns).

## Herkunft
Oswald gehörte zur Familie von Eitzing, die im Mittelalter im Bereich der heutigen Bundesländer Bayern, Oberösterreich und Niederösterreich ansässig war. Sein älterer Bruder war Ulrich von Eyczing (gest. 1460). Ihr Vater dürfte jener Georg (Görig) Eitzinger (Sohn eines Stephans) gewesen sein, der 1387 als Zeuge in einem Gerichtsverfahren der Rieder Schranne nachgewiesen ist und 1397 ein Urbar anfertigen ließ. Weitere Geschwister von ihm waren Elisabeth von Eitzing und Stephan von Eyczing. Verheiratet war er in erster Ehe mit Katharina Przech von Kojatitz, der Tochter eines reichen mährischen Adeligen, wodurch er zu Reichtum und Ansehen gelangte und die Burg Neuhäusel (Nový Hrádek) erlangte. Seine zweite Ehefrau war Johanka von Boscowic, ebenfalls aus einer mährischen Familie.

## Leben

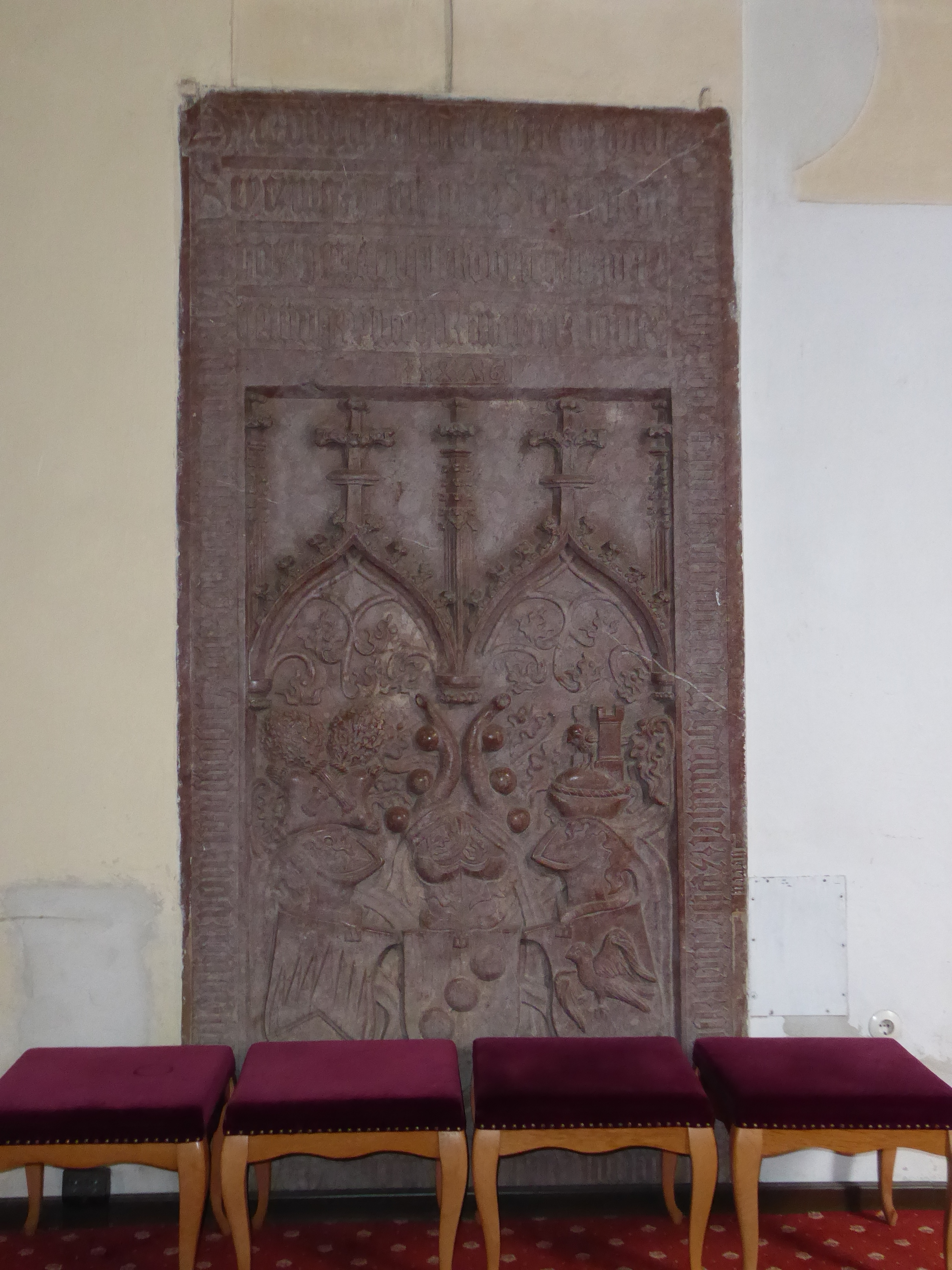
Grabstein des Oswald von Eyczing in der Stadtkirche Drosendorf

1423 scheint Oswald erstmals als Siegler in der Erbteilungsurkunde seines Vaters auf. Er wurde Pfleger auf der Grenzfestung Hardegg und 1437 gemeinsam mit seinen Brüdern in den Freiherrenstand erhoben. 1447 verlegte er seinen Sitz nach Drosendorf. 1449 geriet er mit Heinrich Pfalzgraf bei Rhein und Herzog von Oberbayern in einen Konflikt, weil er durchreisende bairische Kaufleute behindert hatte. Der Konflikt wurde durch die Vermittlung seines Bruders beigelegt. 1457 machte ihn König Ladislaus Postumus von Ungarn zum Führer jener Gesandtschaft, die seine Verlobte Madeleine von Frankreich zur bevorstehenden Hochzeit nach Prag geleiten sollte. Oswald verbrachte seine letzten Lebensjahre in Drosendorf. Da er keine Nachkommen hinterließ, vermachte er seine Besitzungen seinem Bruder Stephan. Sein Neffe Georg übernahm 1476 die Herrschaft Drosendorf.

## Epitaph
Sein aus rotem Marmor gehauenes Grabdenkmal befindet sich in der Stadtkirche St. Martin uin Drosendorf. Die außen auf dem Rand umlaufende und im oberen Teil des Zentralfeldes mit drei weiteren Zeilen fortgesetzte Inschrift in gotischen Minuskeln lautet: „Hyer vndten li(e)gent her(r) Oswalt / von Eyczing vnd fraw Katherina sein gemahel herrn z phechen vom new/enhewsl saligen tachter vnd / fraw Johanka von Woskobitz die ander(e) herrn Oswaltz von / Eyczing gemahel Den allen / Got(t) genadig sei durich seiner / heiling pittern marter wille / 1476“. Den unteren Teil der Platte nimmt ein wenig vertieftes rechteckiges Feld ein, darin sind zwei auf Konsolen stehende Kielbögen eingeblendet. Sie laufen in der Mitte in Kreuzblumen aus und sind entlang der Schwingung mit Krabben besetzt. Fialen fassen die beiden Bögen ein, zwei außen und eine in der Mitte. Im unteren Teil der Platte befindet sich das Wappen der von Eytzing zwischen denen der Przech von Kojatitz (erste Ehefrau) und der von Boscowic (zweite Ehefrau).